# Deutscher Bundesjugendring

DBJR-Logo seit 2019

Der Deutsche Bundesjugendring (DBJR) ist eine Arbeitsgemeinschaft der deutschen Jugendverbände. Der Verein mit Sitz in Berlin wurde am 3. Oktober 1949 in Altenberg (Bergisches Land) gegründet. Im Mittelpunkt seiner Arbeit stehen die Interessen der Kinder und Jugendlichen in Deutschland.

## Tätigkeit
Der DBJR vertritt Interessen der Jugendlichen gegenüber dem Parlament und der Regierung sowie gegenüber europäischen Institutionen. Er nimmt laut Satzung auf die Jugendpolitik und die Entwicklung der Jugendgesetzgebung Einfluss. Er wirkt darüber hinaus im Interesse der Jugend in zahlreichen Organisationen der Jugendbildung, Jugendhilfe und Jugendarbeit mit. Er macht Positionen junger Menschen in der Öffentlichkeit und gegenüber der Wissenschaft sichtbar. Er vernetzt und stärkt die Zusammenarbeit seiner Mitglieder. Zu den Aufgaben gehört auch, die Zusammenarbeit in der europäischen und internationalen Jugendpolitik mit Jugendorganisationen im Ausland anzuregen und zu fördern.

## Mitglieder
Im Bundesjugendring arbeiten mehr als 50 Mitgliedsorganisationen zusammen. Neben den 16 Landesjugendringen gibt es 28 Jugendverbände oder Dachstrukturen als Vollmitglieder und sieben Anschlussverbände. Insgesamt sind rund sechs Millionen Jugendliche im DBJR organisiert. Sie eint ihr Engagement gegen militaristische, nationalistische, diskriminierende und totalitären Tendenzen. In den Jugendverbänden und Jugendringen engagieren und organisieren sich Kinder und Jugendliche selbstbestimmt. Sie nehmen ihre eigenen und vielfältigen Wünsche, Sorgen und Interessen als Grundlage, setzen ihre unterschiedlichen Fähigkeiten und Perspektiven ein. Es gibt konfessionelle, ökologische, kulturelle sowie gewerkschaftlich- und humanitärgeprägte Jugendverbände, Arbeiterjugendverbände und Pfadfinderverbände.

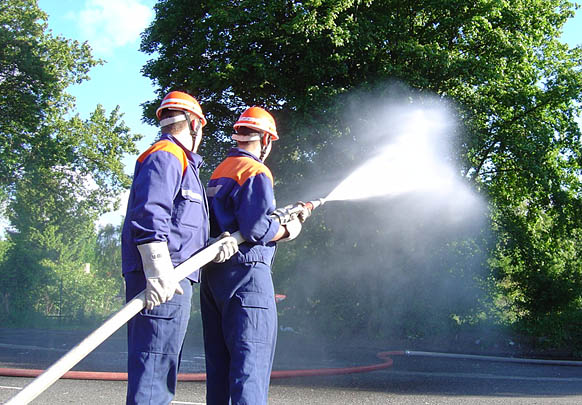
Die Jugendfeuerwehr in Aktion

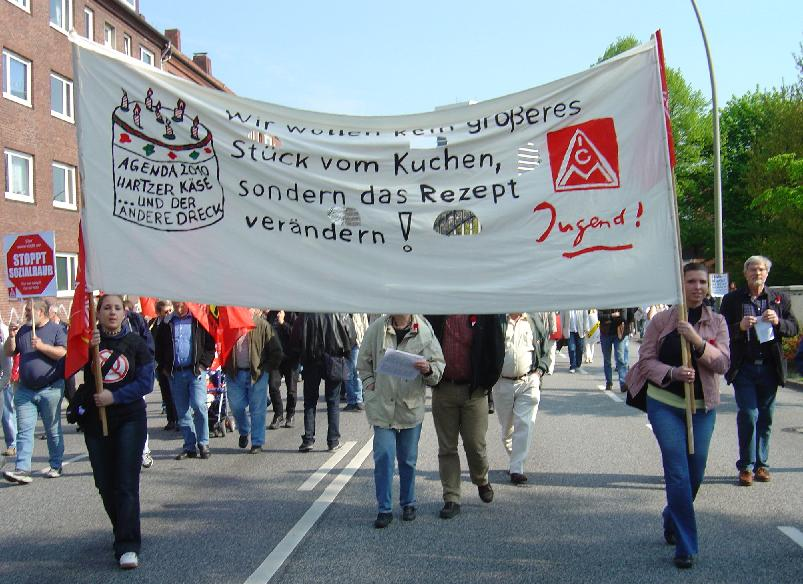
DGB-Jugend auf einer Demonstration

### Jugendverbände
- Arbeiter-Samariter-Jugend Deutschland
- Arbeitsgemeinschaft der Evangelischen Jugend
- Bund der Alevitischen Jugendlichen in Deutschland
- Bund der Deutschen Katholischen Jugend
- Bund der Deutschen Landjugend
- Bund Deutscher Karneval-Jugend (BDK-Jugend)
- Bund Deutscher PfadfinderInnen
- Bundesjugendwerk der Arbeiterwohlfahrt
- Deutsche-Beamtenbund-Jugend
- Deutsche Bläserjugend
- Deutsche Chorjugend
- djo – Deutsche Jugend in Europa
- Deutsche Jugendfeuerwehr
- Deutsche Schreberjugend
- Deutsche Trachtenjugend
- Deutsche Wanderjugend
- Deutsches Jugendrotkreuz (inkl. der Wasserwachtjugend)
- Gewerkschaftsjugend im DGB (DGB-Jugend)
- Jugend der Deutschen Lebens-Rettungs-Gesellschaft (DLRG-Jugend)
- Jugend des Deutschen Alpenvereins
- Jugend im Bund für Umwelt und Naturschutz (BUNDjugend)
- Naturfreundejugend Deutschlands
- Naturschutzjugend
- Ring deutscher Pfadfinder*innenverbände (Nach Fusion von Ring Deutscher Pfadfinderinnenverbände und Ring deutscher Pfadfinderverbände)[7]
- Solidaritätsjugend Deutschlands
- Sozialistische Jugend Deutschlands – Die Falken
- THW-Jugend
- DIDF-Jugend

### Anschlussverbände
- Deutsche Gehörlosen-Jugend
- Jüdische Studierendenunion Deutschland
- Jugendnetzwerk Lambda – Junge Lesben und Schwulen
- Jugendpresse Deutschland
- Junge Europäische Föderalisten Deutschland
- Deutscher Pfadfinder*innenverband

- Deutsche Philatelisten-Jugend[8]

## Internationale Jugendarbeit
Der DBJR wird neben der Deutschen Sportjugend und dem Ring politischer Jugend durch das Deutsche Nationalkomitee für internationale Jugendarbeit (DNK) in europäischen und internationalen Zusammenhängen vertreten. In diesem Rahmen werden zum Beispiel die UN-Jugenddelegierten zur Generalversammlung gemeinsam mit der Deutschen Gesellschaft für die Vereinten Nationen (DGVN) ausgewählt.
Im Bereich der europäischen Jugendpolitik ist der DBJR als Mitglied im Netzwerk Europäische Bewegung engagiert. Zudem ist der DBJR Träger des deutschen Jugendvertreterprogrammes für den EU Jugenddialog.
Darüber hinaus organisiert der DBJR viele bilaterale Jugendbegegnungen. Ein besonderer Schwerpunkt liegt in den Jugendbegegnungen mit Frankreich, Israel, Russland, der Slowakischen Republik, der Tschechischen Republik, der Ukraine sowie Polen.

## Kinder- und Jugendwahl U18
Der DBJR koordiniert die Kinder- und Jugendwahl U18. Die bundesweite Aktion soll jungen Menschen, die noch nicht wahlberechtigt sind, eine Stimme geben. Immer neun Tage vor einem offiziellen Wahltermin stimmen die Heranwachsenden bei den U18-Wahlen ab. Alle Minderjährigen – unabhängig ihrer Staatsangehörigkeit – können an den Wahlen teilnehmen. Ausgewertet werden ausschließlich die Zweitstimmen. Getragen wird die U18-Initiative unter anderem noch vom Deutschen Kinderhilfswerk sowie unterstützt vom Bundesfamilienministerium und der Bundeszentrale für Politische Bildung.

## Vorstand
Die Vorsitzenden sind Daniela Broda, die Referentin für Jugendpolitik der Arbeitsgemeinschaft der Evangelischen Jugend ist, und Wendelin Haag, der politische Bundesgeschäftsführer der Naturfreundejugend Deutschlands. Stellvertretende Vorsitzende sind Özge Erdoğan (Bund der Alevitischen Jugendlichen in Deutschland), Lea Herzig (DGB-Jugend), Daniela Hottenbacher (Bund der Deutschen Katholischen Jugend), Marius Schlageter (Ring deutscher Pfadfinder*innenverbände), Loreen Schreck (Sozialistische Jugend Deutschlands – Die Falken) und Raoul Taschinski (Jugend des Deutschen Alpenvereins).